# Apona chasiana
Apona chasiana är en fjärilsart som beskrevs av Swinhoe. Apona chasiana ingår i släktet Apona och familjen Eupterotidae. Inga underarter finns listade i Catalogue of Life.